# Adeste fideles
Adeste fideles, ook bekend in het Nederlands onder de Nederlandse titel Komt allen tezamen, is een katholiek, Latijns kerstlied.

## Titel
De titel Adeste Fideles is Latijn en betekent letterlijk, Wees daar loyalen. Het eerste deel adeste is de meervoudige tegenwoordige gebiedende wijs van het grondwoord adsum; het is opgebouwd uit ad (naartoe) en sum (ik ben). adeste, kan worden vertaald als: wees daar. Het tweede deel fideles is de nominatieve meervoudige vervoeging van het grondwoord fidēlis, het kan worden vertaald als: gelovigen, loyalen, of betrouwbaren. De Engelse vertaling O come all ye faithful doet vermoeden dat er een oproep tot samenkomen wordt gedaan. Maar de werkelijke vertaling is minder vrijblijvend en veel meer dwingend. De Nederlandse vertaling Komt allen tezamen is een vertaling van de Engelse vertaling.

## Oorsprong
De tekst en muziek uit 1743 van de wegens zijn jakobitische sympathie naar Dowaai in Frans-Vlaanderen gevluchte katholieke Brit John Francis Wade (1711-1786) ligt ten grondslag aan de hedendaagse varianten in tal van talen. Het lied, zoals het tegenwoordig bekend is, is echter gebaseerd op een Portugees lied. De oudste bekende uitvoering, uit 1640, staat op naam van koning Johan IV van Portugal. Volgens de Catholic Encyclopedia (1913) is de toeschrijving aan de franciscaan Bonaventura niet gefundeerd. In 1760 werden tekst en melodie gepubliceerd in de Evening Offices of the Church. De Engelse tekst O come, all ye faithful werd pas in 1841 gedicht door: Frederick Oakeley (1802-1880).

## Jakobitisch symbolisme
Bennett Zon, professor musicologie aan de muziekfaculteit van de Universiteit van Durham stelt dat Wades diverse Jakobitische boodschappen heeft geherbergd in de tekst. Adeste Fideles zou een ode zijn aan Karel Eduard Stuart, zoon van Jacobus II van Engeland, en troonpretendent van de Britse troon nadat zijn vader werd afgezet ten voordele van de protestantse Willem III van Oranje, het lied zit vol met geheime verwijzingen herkenbaar voor "gelovigen", de aanhangers van Karel Eduard Stuart. Fideles (gelovigen) staat voor trouwe katholieke Jakobieten. Bethlehem is een Jakobitische term voor Engeland en Regem Angelorum (Koning der Engelen) is een woordspeling op Angelen, het Germaanse volk waarnaar de Engelsen zijn vernoemd, en dat veel gelijkenis heeft met het Latijnse woord 'Angelus' (Engel), dat op haar beurt weer is ontleend aan het Griekse: άγγελος [ángelos] dat 'boodschapper' betekent.

#### Voorbeelden
- Adeste fideles, doorgaans vertaald als: (Gelovigen komt allen tezamen), is een oproep aan de 'ware' gelovigen, volgens Wades: de katholieke Jakobieten. Gelovige katholieken, komt allen tezamen.[2][1]

- Natum videte Regem angelorum, doorgaans vertaald als: (komt en aanschouw hem, geboren de koning der Engelen), staan voor: Komt en aanschouw hem de koning der Engelsen[2][1]

## Versies

### Oorspronkelijke tekst door Wades
Adeste fideles, laeti triumphantes,

Venite, venite in Bethlehem.

Natum videte Regem angelorum,

Venite adoremus (ter),

Dominum.

Deum de Deo, Lumen de Lumine,

Gestant puellae viscera,

Deum verum, genitum non factum.

Venite adoremus (ter)

Dominum.

Ergo qui natus die hodierna.

Jesu, tibi sit gloria,

Patris aeterni Verbum caro factum.

Venite adoremus (ter)

Dominum.

Cantet nunc Io chorus Angelorum;

Cantet nunc aula caelestium:

Gloria in excelsis Deo.

Venite adoremus (ter)

Dominum.

### Latijnse Liturgische
De Latijns liturgische tekst, geschreven door de Franse bisschop Abbé Etienne Jean Francois Bonderies.
Adeste fideles, laeti triumphantes,

Venite, venite in Bethlehem.

Natum videte Regem angelorum,

Venite adoremus (ter),

Dominum.
En grege relicto 

Humiles ad cunas 

Vocati pastores approperant 

Et nos ovanti gradu festinemus 

Venite adoremus (ter) 

Dominum
Aeterni parentis 

Splendorem aeternum 

Velatum sub carne videbimus 

Deum infantem pannis involatum 

Venite adoremus (ter) 

Dominum
Pro nobis egenum 

Et foeno cubantem 

Piis foveamus amplexibus 

Sic nos amantem quis non redamaret 

Venite adoremus (ter) 

Dominum.
De laatste strofe werd in het midden van de 19de eeuw toegevoegd door een onbekende auteur voor het hoogfeest van Openbaring des Heren
Stella duce, Magi Christum adorantes, 

Aurum, thus et myrrham dant munera.

Iesu infanti corda praebeamus;

Venite adoremus (ter) 

Dominum.

### Nederlandse berijming (1973)
Predikant Casparus Bernardus Burger (1897-1983), schreef de verzen: 1, 2, en 4. Dichter Jan Willem Schulte Nordholt (1920-1995), schreef het 3e vers. De liedtekst is gepubliceerd in Liedboek voor de Kerken (1973), gezang: 138. De verzen: 1, 2 en 4 zijn te vinden in: In het officiële liedboek van de Vlaamse rooms-katholieke kerkgemeenschap Zingt Jubilate heeft het lied nummer 218. Deze versie bevat alleen de verzen van Burger.
Komt allen tezamen,

jubelend van vreugde: 

komt nu, o komt nu naar Bethlehem!

Ziet nu de Vorst der eng'len hier geboren. 

Komt, laten wij aanbidden,

komt, laten wij aanbidden,

komt, laten wij aanbidden die Koning.

De hemelse eng'len

riepen eens de herders

weg van de kudde naar 't schamel dak.

Spoeden ook wij ons met eerbied'ge schreden!

Komt, laten wij aanbidden (3x),

die Koning. 

Het licht van de Vader,

licht van den beginne,

zien wij omsluierd, verhuld in 't vlees:

Goddelijk Kind, gewonden in de doeken!

Komt, laten wij aanbidden (3x),

die Koning.

O Kind, ons geboren,

liggend in de kribbe,

neem onze liefde in genade aan!

U die ons liefhebt, U behoort ons harte!

Komt, laten wij aanbidden (3x),

die Koning.

### Nederlandse berijming (2013)
Predikant, tekstdichter en componist Gert M. Landman (1951), voegde een 5e vers toe en voltooide daarmee de Nederlandse vertaling:

Zingt aarde en hemel

zingt nu eng'lenkoren,

zingt alle scharen rondom de troon:

Glorie aan God en vrede voor de mensen!

Komt, laten wij aanbidden (3x),

die Koning.

De liedtekst is gepubliceerd in het Nieuw Liedboek (2013), lied 477.

### Nederlandse berijming (katholiek)
Wij komen tezamen, onder 't sterrenblinken,

Een lied moet weerklinken, voor Bethlehem.

Christus geboren, zingen eng'lenkoren.

Komt laten wij aanbidden / Komt, gaan wij Hem aanbidden / Venite adoremus (3x),

Onze Heer / Dominum.
Drie wijzen met wierook kwamen er van verre

zij volgden zijn sterre naar Bethlehem

Herders en wijzen komen Jezus prijzen.

Komt laten wij aanbidden / Komt, gaan wij Hem aanbidden / Venite adoremus (3x),

Onze Heer / Dominum.
Ook wij uitverkoren, mogen U begroeten

en kussen uw voeten, Emmanuël

Wij willen geven hart en geest en leven.

Komt laten wij aanbidden / Komt, gaan wij Hem aanbidden / Venite adoremus (3x),

Onze Heer / Dominum.

### Nederlandse berijming (protestant)
Komt allen tezamen, jubelend van vreugde,

Komt nu, o komt nu naar Bethlehem.

Ziet nu de Vorst der eng'len, hier geboren,

Komt laten wij aanbidden (3x),

Die(n) koning.
Komt allen tezamen,

komt verheugd van harte

Bethlehems stal in den geest bezocht

Ziet nu dat kindje, ons tot heil geboren

Komt, laten wij aanbidden (3x),

Die(n) koning
O kind, ons geboren,

liggend in de kribbe,

neem onze liefd' in genade aan!

U, die ons liefhebt, U behoort ons harte!

Komt, laten wij aanbidden (3x),

Die(n) koning

### Engelse berijming
O come all ye faithful, joyful and triumphant

O come ye, o come ye to Bethlehem

Come and behold him, born the King of Angels

O come, let us adore him (3x),

Christ the Lord.
- Biblioteca Nacional de España: XX2147456
- Bibliothèque nationale de France: cb16276966n (data)
- Gemeinsame Normdatei: 300953283
- Library of Congress Control Number: n82017432
- MusicBrainz work: d74bee68-150d-3af1-946d-85f81e8dcb7d
- Virtual International Authority File: 179698190